# Psylliodes sublaevis
Psylliodes sublaevis är en skalbaggsart som beskrevs av Horn 1889. Psylliodes sublaevis ingår i släktet Psylliodes och familjen bladbaggar. Inga underarter finns listade i Catalogue of Life.